# Où veux-tu qu’je r’garde ?
Où veux-tu qu’je r’garde ? (franz. Wo möchtest Du, dass ich hinschaue?) ist das erste Studioalbum der französischen Rockband Noir Désir. Es erschien 1987 und wurde von dem Amerikaner Theo Hakola produziert, welcher zu diesem Zeitpunkt Sänger der französisch-amerikanischen Band Passion Fodder war.

## Titelliste
1. Où veux-tu qu’je r’garde ? (4:43)
2. Toujours être ailleurs (4:32)
3. La Rage (3:13)
4. Pyromane (4:22)
5. Danse sur le feu Maria (3:56)
6. Lola (5:10)

## Entstehung
Das Album wurde von dem amerikanischen Musiker Theo Hakola produziert, nachdem dieser Noir Désir bei einem ihrer Auftritte in Bordeaux gesehen hatte. Er war von der Gruppe dermaßen begeistert, dass er es sich zur persönlichen Aufgabe machte, sie an die Öffentlichkeit zu bringen. Die darauffolgenden Aufnahmen für die sechs Lieder dieses Albums dauerten 20 Tage und fanden in Brüssel statt.
Das erste Werk von Noir Désir mit nur sechs Titeln macht die Stilrichtung der Gruppe bereits sehr deutlich. Die Texte sind lyrisch, kunstvoll ausgearbeitet und bedeutungsvoll. Der Titel Toujours être ailleurs (immer woanders sein) drückt ein Unwohlsein aus, welches sehr charakteristisch für gewisse französische Poeten (Baudelaire, Rimbaud) ist und bereits von anderen Sängern wie Léo Ferré aufgenommen wurde. Das Lied La Rage (Die Wut) gibt einen Vorgeschmack von der aufsässigen und revolutionären Seite der Gruppe. Musiktechnisch ist das Album jedoch nicht wirklich revolutionär, da die angelsächsischen Einflüsse klar zu erkennen sind (wenngleich die meisten Lieder in Französisch sind).